# TM NETWORK CONCERT -Incubation Period-
『TM NETWORK CONCERT -Incubation Period-』（インキュベーション・ピリオド）は、日本の音楽ユニットTM NETWORKが2012年9月12日にリリースした映像作品。

## メンバー
- 小室哲哉：キーボード・コーラス・プロデュース
- 宇都宮隆：ボーカル
- 木根尚登：エレクトリック・ギター・アコースティック・ギター・キーボード・コーラス

## サポートメンバー
- 鈴木俊彦：エレクトリック・ギター
- Ruy：ドラムス

## 解説
2012年4月24・25日に日本武道館にて行われた約4年ぶりとなるコンサートの2日目の映像を完全収録。
「地球潜伏30年目を迎えて任務完了となった2014年のTM NETWORKが、タイムマシンで時間を2年間（730日）巻き戻した、2012年の話」という設定になっている。
小室哲哉が総演出を手掛けており、ステージセットも小室がスタッフにイメージを提示し、それを忠実に再現した形になっている。4月24日の公演が前編で、翌25日が後編という位置づけになっているため、セットリスト・演出・音が前編と後編では一部異なっている。
今回は「ライブ」ではなく「コンサート」で、ミュージカル的な要素が含まれた内容になっている。そのため、ライブ中にMCはほとんどなく、アンコールもない。
前述のライブ映像の他、シングル「I am」のミュージック・ビデオ、初日のみ披露された楽曲も収録。Blu-ray盤では撮り下ろし写真で構成されたフォトギャラリーを楽しむことが出来る（カメラマンはサポートドラマーの阿部薫）。

## チャート
Blu-rayでの発売はグループ初。Blu-rayはオリコンのデイリーチャートで1位、ウィークリーで3位を獲得。DVDはウィークリーで9位を獲得した。映像作品でチャートインをするのはおよそ18年ぶりである。（1994年のTMN final live LAST GROOVE 5.18/5.19以来）また、DVDでのチャートインは初である。

## TM NETWORK CONCERT -Incubation Period-(4/25)
1. Opening
2. We love the EARTH
  - Words & Music: Tetsuya Komuro
3. ACTION
  - Words & Music: Tetsuya Komuro
4. Human System
  - Words: Mitsuko Komuro Music: Tetsuya Komuro
5. SEVEN DAYS WAR
  - Words: Mitsuko Komuro Music: Tetsuya Komuro
  - 曲前に「STILL LOVE HER(失われた風景)」が小室のキーボードソロで演奏された。
6. COME ON EVERYBODY + Come on Let's Dance
  - Words & Music: Tetsuya Komuro[COME ON EVERYBODY]
  - Words: Norie Kanzawa Music: Tetsuya Komuro[Come on Let's Dance]
  - 初日と同様、曲の終盤に機材トラブルが起き、システムダウンするという演出が行われた。
7. GIVE YOU A BEAT
  - Words & Music: Tetsuya Komuro
8. Nervous
  - Words: Masumi Kawamura Music: Tetsuya Komuro
9. 1974
  - Words: Kari Saimon Music: Tetsuya Komuro
10. TK Keyboard Solo
11. BEYOND THE TIME
  - Words: Mitsuko Komuro Music: Tetsuya Komuro
12. I am
  - Words & Music: Tetsuya Komuro
13. JUST ONE VICTORY
  - Words & Music: Tetsuya Komuro
14. Get Wild
  - Words: Mitsuko Komuro Music: Tetsuya Komuro
15. WILD HEAVEN
  - Words : Mitsuko Komuro Music: Tetsuya Komuro
16. Be Together
  - Words : Mitsuko Komuro Music: Tetsuya Komuro
17. Self Contfol
  - Words: Mitsuko Komuro Music: Tetsuya Komuro
18. ELECTRIC PROPHET
  - Words: Tetsuya Komuro Music: Tetsuya Komuro & Naoto Kine
19. TIMEMACHINE
  - Words: Tetsuya Komuro Music: Naoto Kine
20. Ending
  - メンバーがステージを去る時に使用された楽曲は、小室が同年の春にリリースした「Far Eastern Wind -Complete-」に収録されている『五常』である。

## SPECIAL
1. Fool On The Planet
  - Words: Mitsuko Komuro Music: Naoto Kine
2. 永遠のパスポート
  - Words: SEYMOUR Music: Tetsuya Komuro & Naoto Kine
3. Love Train
  - Words & Music: Tetsuya Komuro
  - 曲の終盤に機材トラブルが起き、システムダウンするという演出が行われた。
4. KISS YOU
  - Words: Mitsuko Komuro Music: Tetsuya Komuro
5. GIRL
  - Words: Norie Kanzawa Music: Tetsuya Komuro
6. I am(Music Video)
7. Photo Gallery